# La Carrera Panamericana
La Carrera Panamericana —  фильм об автомобильных гонках Carrera Panamericana в Мексике, снятый в 1992 году режиссёром Яном Макартуром (Ian McArthur). 
Музыка к фильму включает 11 композиций группы Pink Floyd, пять из которых взяты из предыдущих альбомов группы (в основном из последнего вышедшего на тот момент альбома A Momentary Lapse of Reason), а шесть написаны специально для этого фильма. При этом участники группы Дэвид Гилмор и Ник Мейсон и менеджер Стив О’Рурк приняли участие в гонке в 1991 году. 

## Список композиций

### Из предыдущих альбомов
- "Signs of Life" (Gilmour/Ezrin) – 4:24
- "Yet Another Movie" (Gilmour/Leonard) – 6:13
- "Sorrow" (Gilmour) – 8:46
- "One Slip" (Gilmour/Manzanera) – 5:08
- "Run Like Hell (live)" (Gilmour/Waters) – 0:49

### Оригинальный материал
- "Country Theme" (Gilmour) – 2:01
- "Small Theme" (Gilmour) – 7:23
- "Big Theme" (Gilmour) – 4:10
- "Carrera Slow Blues" (Gilmour/Wright/Mason) – 2:20
- "Mexico '78" (Gilmour) – 4:05
- "Pan Am Shuffle" (Gilmour/Wright/Mason) – 8:09